# Campionato sudafricano di Formula 1 1975
La stagione 1975 del Campionato sudafricano di Formula 1 fu la sedicesima e ultima della serie. Partì l'8 febbraio e terminò il 4 ottobre, dopo 9 gare. Il campionato venne vinto da Ian Scheckter, fratello di Jody, su Tyrrell-Ford Cosworth.

## La pre-stagione

### Il calendario
| Gara | Gran Premio                     | Circuito                                       | Giri | Lunghezza           | Data         |
| ---- | ------------------------------- | ---------------------------------------------- | ---- | ------------------- | ------------ |
| 1    | Cape South Easter Trophy        | Killarney Motor Racing Complex, Città del Capo | 40   | 40x3,267=130,68 km  | 8 febbraio   |
| 2    | Goldfields 100                  | Circuito di Goldfields                         | 32   | 32x4,168=133,376 km | 22 marzo     |
| 3    | Natal Mercury 100               | Circuito di Roy Hesketh, Pietermaritzburg      | 40   | 40x2,901=116,04 km  | 29 marzo     |
| 4    | Brandkop Winter Trophy          | Circuito di Brandkop, Bloemfontein             | 40   | 40x3,395=135,8 km   | 3 maggio     |
| 5    | South African Republican Trophy | Circuito di Kyalami                            | 32   | 32x4,094=131,008 km | 31 maggio    |
| 6    | False Bay 100                   | Killarney Motor Racing Complex, Città del Capo | 40   | 40x3,267=130,68 km  | 5 giugno     |
| 7    | Rand Winter Trophy              | Circuito di Kyalami                            | 32   | 32x4,094=131,008 km | 26 luglio    |
| 8    | Natal Spring Trophy             | Circuito di Roy Hesketh, Pietermaritzburg      | 40   | 40x2,901=116,04 km  | 1º settembre |
| 9    | Rand Spring Trophy              | Circuito di Kyalami                            | 32   | 32x4,094=131,008 km | 4 ottobre    |

- Tutte le corse sono disputate in Sudafrica.

## Risultati e classifiche

### Risultati
| Gara | Circuito    | Pole Position | GPV           | Vincitore     | Vettura               |
| ---- | ----------- | ------------- | ------------- | ------------- | --------------------- |
| 1    | Killarney   | Ian Scheckter |               | Dave Charlton | McLaren-Ford Cosworth |
| 2    | Goldfields  | Dave Charlton | Dave Charlton | Ian Scheckter | Tyrrell-Ford Cosworth |
| 3    | Roy Hesketh | Ian Scheckter |               | Ian Scheckter | Tyrrell-Ford Cosworth |
| 4    | Brandkop    | Ian Scheckter |               | Ian Scheckter | Tyrrell-Ford Cosworth |
| 5    | Kyalami     | Ian Scheckter |               | Ian Scheckter | Tyrrell-Ford Cosworth |
| 6    | Killarney   | Guy Tunmer    |               | Ian Scheckter | Tyrrell-Ford Cosworth |
| 7    | Kyalami     | Ian Scheckter |               | Ian Scheckter | Tyrrell-Ford Cosworth |
| 8    | Roy Hesketh | Ian Scheckter |               | Dave Charlton | McLaren-Ford Cosworth |
| 9    | Kyalami     |               |               | Ian Scheckter | Tyrrell-Ford Cosworth |

### Classifica Piloti
Vengono assegnati punti secondo lo schema seguente:
| Punti | 9 | 6 | 4 | 3 | 2 | 1 |

| Pos | Pilota          | CSE | GOL | NAM | BWT | SRT | FAB | RWT | NST | RST | Punti |
| --- | --------------- | --- | --- | --- | --- | --- | --- | --- | --- | --- | ----- |
| 1   | Ian Scheckter   | Rit | 1   | 1   | 1   | 1   | 5   | 1   | Rit | 1   | 56    |
| 2   | Dave Charlton   | 1   | SQ  | 2   | 2   | 2   | 2   | 2   | 1   | 2   | 54    |
| 3   | Guy Tunmer      | 2   | 2   | Rit |     | 3   | 1   | Rit | 9   | 3   | 29    |
| 4   | Tony Martin     | Rit | 4   | 4   | 3   | 5   | 3   | SQ  | 3   | Rit | 20    |
| 5   | Eddie Keizan    | Rit | Rit | 3   | Rit | Rit | 4   | 3   | 2   | NP  | 17    |
| 6   | Mike Domingo    | 4   | 3   | Rit | 5   | 4   | 6   | 4   | 6   |     | 17    |
| 7   | Joe Domingo     | Rit | 5   | 5   | 6   | 6   | Rit | 5   | 4   |     | 11    |
| 8   | Roy Klomfass    | 3   | Rit | 6   | 4   | Rit | Rit | Rit | Rit | 5   | 10    |
| 9   | Len Booysen     |     |     |     | Rit | 7   |     | 6   | 5   | 4   | 6     |
| 10  | Noddy Limberis  | NP  | 6   | 7   | 7   | 9   | 7   | 7   | Rit | 6   | 2     |
| 11  | Boet Pelser     | Rit | 7   | NQ  |     |     |     |     |     |     | 0     |
| 11  | André Verwey    |     |     |     |     |     |     |     | 7   | Rit | 0     |
| 13  | Dave Hart       |     | Rit |     | NP  | 8   | Rit | 8   | Rit |     | 0     |
| 14  | Gary Ainschough |     |     |     | Rit | 10  | Rit | Rit | 8   |     | 0     |
| Pos | Pilota          | CSE | GOL | NAM | BWT | SRT | FAB | RWT | NST | RST | Punti |

| Colore  | Risultati                                                         |
| ------- | ----------------------------------------------------------------- |
| Oro     | Vincitore                                                         |
| Argento | 2º posto                                                          |
| Bronzo  | 3º posto                                                          |
| Verde   | Finita, a punti                                                   |
| Blu     | Finita, senza punti Finita, non classificato (NC)                 |
| Viola   | Non finita (Rit)                                                  |
| Rosso   | Non qualificato (NQ) Non pre-qualificato (NPQ)                    |
| Nero    | Squalificato (SQ)                                                 |
| Bianco  | Non partito (NP)                                                  |
| Celeste | Disputa solo le prove (SP)                                        |
| Celeste | Iscritto alle prove libere - Terzo pilota (TP) - dal 2003 al 2006 |
| Vuoto   | Non prende parte alle prove (NPR)                                 |
| Vuoto   | Iscritto ma non presente, non arrivato (NA)                       |
| Vuoto   | Ritirato prima dell'evento (WD)                                   |
| Vuoto   | Infortunato (INF)                                                 |
| Vuoto   | Escluso (ES)                                                      |
| Vuoto   | Gara cancellata (C)                                               |